# ニューネッシー
ニューネッシーとは、1977年4月25日午前10時40分（現地時間）、日本のトロール船「瑞洋丸」（2460トン、乗員87名）が太平洋上（ニュージーランドのクライストチャーチより東へ約50km離れた海域）で引き揚げた、巨大な腐乱死体。未知の生物（未確認動物）の死骸ではないかとしてマスコミの話題となった。

## 概要
全長約10メートル、重さは1800キログラム、首の長さは1.5メートル。撮影された5枚の写真は多数のマスコミに大きく取り上げられ、その形態が首長竜に似た姿をしていたため、ネッシーにちなんで、ニュー・ネッシーと名づけられた。またニューは引き揚げられたニュージーランドから来ている。
瑞洋丸は商業漁船であり、「巨大な死体を積めないこと」と「激しい腐敗臭」を理由に、死体のヒゲ状物数本を除き、引き揚げられて1時間後に、死体は再び海中に投棄された。引き上げた瑞洋丸の船員の多くは「あの腐臭は、いかなる魚のそれとも異なっていた」と証言している。また、瑞洋丸の製造主任である矢野道彦はニューネッシーの写真を撮影している。
なお、この事件は約三ヵ月後の7月20日（海の記念日）に大々的に報道された。

## 正体の推測

### 大型のサメ説
矢野の撮影した写真やヒゲなどをもとに東京水産大学の佐々木忠義、木村茂、国立科学博物館の小畠郁生、尾崎博、東京大学海洋研究所の粕谷俊雄らが調査・解析に当たった。佐々木、木村のグループは、1978年8月に調査報告書「瑞洋丸に収容された未確認動物について」を発表した。この報告書では、生物の正体については断定されていないが「大型のサメ」説が有力とされている。
また、矢野と木村は保存された繊維組織の化学分析を行い、1000個のアミノ酸のうちに40個のチロシンが含まれていることを発見した。この含有率はサメ類のアミノ酸比率に相当するという（具体的にはニューネッシーのアミノ酸の指数は113、軟骨魚類の116に一番近い。硬骨魚類は97、爬虫類は62、鳥類は46である）。

### ウバザメ説
ニューネッシーのヒゲから採取したコラーゲンをモルモットに投与する実験の結果、投与されたモルモットはウバザメのコラーゲンに免疫反応を起こしており、ウバザメ説の証拠になっている。分析に使われた繊維組織はこの生物の筋繊維の一部と見られた。これらの解析結果から、「ウバザメの死体から、軟らかい組織（顎など）が腐敗によって剥脱した結果、首長竜に似た姿になった可能性が高い」という意見が出されている。
また、サメを扱う業者は、写真、骨格からウバザメであると断言しており、実際のサメで首長竜様の形態になることを再現もしている。また、ニューネッシーが引き上げられた海域はウバザメの生息域に含まれている。

### 首長竜説
一部の研究家は首長竜説をとっている。「首や尾の骨が、正方形の硬いブロック状であった」として、未だに「この生物の正体は不明」とする意見もあるが、スケッチの「正方形の硬いブロック状」の骨は、矢野が目で見て確認したわけではなく、「死体を廃棄した後で、踏んだ感触を思い出して描いたものである」と本人が述べている。
サイエンスエンタテイナーを自称する飛鳥昭雄は、自著の中で、「1978年に旧ソ連によって回収され、コトリン島に凍結保存されている」と主張している。著書の中では、ニューネッシーの「写真」とされるものも公開している。
尚、首長竜は首が長く頭の小さいプレシオサウルス類と首が短く大きな頭を持つプリオサウルス類の二系統に大別されるが、ニューネッシーの身体的特徴はそのどちらにも合致しない。プレシオサウルス類は首の長さが全長の半分近い割合を占めているが、ニューネッシーの全長10メートルに対する首の長さが1.5メートルという数値はそれと比較すると極めて短い。逆にプリオサウルス類は2メートル前後にもなる長大な頭部を持っており、ニューネッシーの頭部らしき先端部位は50センチ程度と非常に小さくなってしまう。